# Parque nacional Volcán Turrialba
El Parque nacional Volcán Turrialba se ubica al noroeste del cantón de Turrialba, en Costa Rica. Su extensión es de 1.577 hectáreas. Este volcán se localiza en el extremo oriental de la Cordillera Volcánica Central y es el segundo volcán más alto del país con 3340 m s. n. m.

## Información
El sector fue proclamado parque nacional el 30 de julio de 1955 mediante la ley 1719. El parque es uno de los menos visitados sin embargo presenta a uno de los volcanes más activos e importantes de Costa Rica. 
El acceso principal al parque es por medio de la Ruta 417.

### Cierre del parque 2012—2020
Debido a las erupciones volcánicas ocurridas en el 2012, el parque nacional estuvo cerrado a los turistas, y fue abierto ocho años después, el 4 de diciembre del 2020. Se crearon albergues de emergencia, y se renovó el centro de visitas. Se mantiene un cierre perimetral dos kilómetros alrededor del cráter.

## Toponimia
Existen varias versiones sobre el origen del nombre del sector y son los siguientes:
- Los españoles lo llamaron Turrialba, que proviene de Torre Blanca o Torre Alba.
- Hay quienes dicen que su origen es indígena del vocablo Turru o Turu.
- Habitantes dicen que se debe al pueblo del mismo nombre ubicado a su alrededor.

## Flora y Fauna

### Flora
En cuanto a la flora del lugar, presenta varios ecosistemas, bosque húmedo tropical y bosque premontano muy húmedo, donde el bosque es siempre verde, con árboles de tamaño variado, es frecuente la presencia de gambas en la mayoría de las especies de árboles. Entre los árboles que destacan están los robles y los encinos, así como el cacho de venado, salvia y ratoncillo, que son los residuos de los viejos bosques entresacados.

### Fauna
El parque presenta una muy diversificada fauna en cuanto a sus aves. Se han registrado la cantidad de 84 tipos de aves, entre ellas se destaca: el gavilán cola roja (Buteo jamaicensis), colibríes pico de lanza frentiverde (Doryfera ludoviciae) y Chispita volcanera (Selasphorus flammula), jilguerillos (Catharus ustulatus), tangaras (Tangara), carpinteros (Picoides villosus). 
Se han reportado 11 especies de mamíferos como el coyote (Canis latrans), el conejo (Sylvilagus sp), armadillo (Dasypus novemcinctus), zorro hediondo (Conepatus semistriatus), entre otros.

### Volcán Turrialba
El volcán es el gran receptor del parque debido a que se caracteriza por ser el segundo más alto y tener tres cráteres más notables e impresionantes.
Gracias a su actividad el volcán ha atraído visitantes al parque pero no los suficientes. 
Por su parte, el volcán ha presentado dos grandes y últimas erupciones, la primera en 1864 y la segunda 1868. El volcán ha seguido presentando actividades más leves desde el 2001.
En el 2007 hizo erupción pero fue leve.